# テオフィル・アレクシス・デュラン

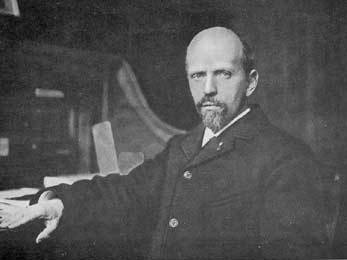
Théophile Alexis Durand

テオフィル・アレクシス・デュラン（Théophile Alexis Durand、1855年9月4日 - 1912年1月12日）はベルギーの植物学者である。

## 略歴
ベルギーのブリュッセル首都圏地域のサン＝ジョス＝タン＝ノードに生まれた。リエージュ大学で薬学を学んだ後、スイスに旅し、スイスの植物学者、アンリ・ピティエ（Henri François Pittier）と親しくなった。ピティエとスイスの植物を研究した。ピティエが1887年にコスタリカに渡ると、コスタリカの植物標本はデュランに送られ、1907年に共著で"Primitia Flora Costaricencis"（『コスタリカの主な植物』）を発表した。1879年から ブリュッセルのベルギー国立植物園で働き、1901年にはフランソワ・クレパンの後を継いで園長になった。1910年にブリュッセルで開かれた国際植物学会議 (International Botanical Congress)の会長を務めた。
娘の植物画家、エレーヌ・デュランと"Sylloge Florae Congolanae" (1909)を発表した。キューガーデンの植物目録、"Index Kewensis" (第1回増補版 1901-1906)の作成に貢献した。
アサ科の植物の種、Celtis durandiiなどに献名されている。

## 著作
- Catalogue de la flore liégeoise, 1878.
- "Index generum phanerogamorum", 1888.
- "Primitiae florae costaricensis", 1891–1901 (アンリ・ピティエと共著).
- Matériaux pour la flore du Congo, 1897–1901 (Émile Auguste Joseph De Wildemanと共著).
- "Conspectus floræ Africæ, ou Énumération des plantes d'Afrique", 1895–1898 (ハンス・シンツと共著).
- "Sylloge florae congolanae [Phanerogamae]" 1909.[3]